# 看見台灣II
《看見台灣II》，（英語：Beyond Beauty - TAIWAN FROM ABOVE II） 是一部由臺灣導演齊柏林執導，台灣阿布電影公司製作的空拍紀錄片，為其代表作《看見台灣》的續集；原定於2019年上映，但在2017年6月10日，齊柏林團隊於在拍攝該片的空中勘景途中，因所乘直升機墜機，導致主要工作人員殉難，已暫停拍攝。

## 緣起
2017年6月8日世界海洋日當日，導演齊柏林舉辦《看見台灣II》開鏡記者會，正式宣布啟動新一波的跨國拍攝計畫，宣布電影預計花費1年半時間、以4K規格拍攝，預估製作費達1億元。拍攝場景除臺灣外，尚包括日本、中國大陸、紐西蘭、馬來西亞等地。導演齊柏林表示，《看見台灣II》會把視野擴大到台灣周邊地區，因為「洋流是一樣的，季風是一樣的，我們生活在同一個世界裡」。齊柏林強調，我們生活在同一個世界裡，他期望透過「抽離地面」的方式，帶給觀眾更加客觀的視野，不僅讓世界看見台灣真實面貌，更能夠讓台灣民眾看見世界，有更完整的世界觀，而不只是滿足於眼前的小確幸。

## 意外
2017年6月10日台灣時間中午約11點56分，齊柏林團隊進行《看見台灣II》空中勘景途中，所乘直升機於花蓮縣豐濱鄉大港口附近山區墜毀，包括齊柏林本人、助手陳冠齊、機師張志光，機組員3人全數喪生，震驚台灣各界。

## 後續
因導演齊柏林驟逝，《看見台灣II》的拍攝計畫也被迫中止，而電影是否續拍也成為眾人關心的話題；多家臺灣企業如台達電、緯創、中華電信均表示支持續拍，並將全力提供資源給製作團隊。對於各界陸續表態願意贊助《看見台灣II》，台灣阿布電影公司總經理曾瓊瑤表示，會優先協助家屬辦理後事與策畫追思展覽，暫時不考慮電影是否要繼續開拍，待追思事宜完成後會跟劇組討論，評估狀況後再決定是否續拍。

## 外部連結
- 台灣阿布電影 （页面存档备份，存于）
- 《看見台灣》的Facebook專頁
- YouTube上的《看見台灣II》預告